# Marches galloises
Les marches galloises (en anglais : Welsh Marches ; en gallois : Y Mers) sont une zone géographique aux contours mal définis, située à cheval sur la frontière anglo-galloise, au Royaume-Uni. Les termes de marche galloise ou marche de Galles, marchia walliae en latin médiéval, naissent au Moyen Âge pour désigner d'abord un territoire précis, les marches aux confins du royaume d'Angleterre et de la principauté de Galles, gouvernées par des seigneurs largement autonomes vis-à-vis de leur suzerain, le roi d'Angleterre.

## Aux origines: la Mercie et les Gallois

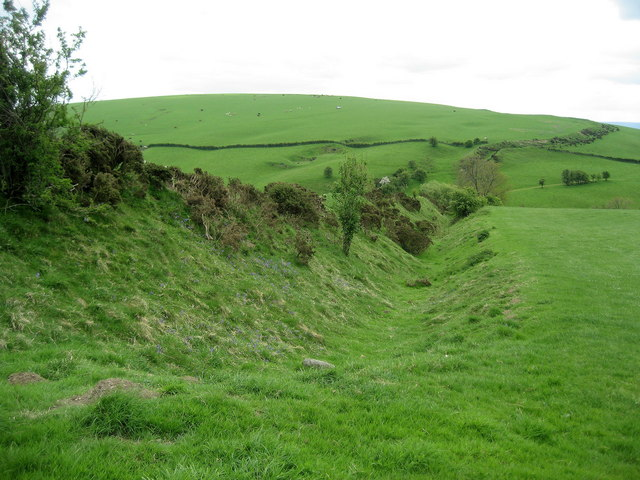
La digue d'Offa près de Clun dans le Shropshire.

Après le déclin et la chute de l'empire romain d'Occident qui occupe la Bretagne romaine jusqu'aux environs de l'an 410 de l'ère chrétienne, la zone connue aujourd'hui sous le nom de Galles comprend alors un certain nombre de royaumes britto-romains indépendants, tel le royaume de Powys dans l'est. Au cours des siècles qui suivent le retrait des Romains, les Angles, les Saxons et d'autres peuples germaniques conquièrent progressivement le sud et l'est de la Bretagne, où ils s'installent. Le royaume de Mercie, sous le règne de Penda, établit son centre religieux à Lichfield et noue de solides alliances avec les dirigeants gallois successifs. Les successeurs de Penda, cependant, vont chercher à agrandir la Mercie vers l'ouest, dans ce qui est aujourd'hui les comtés de Cheshire, de Shropshire et de Herefordshire. Les campagnes et les raids venus de Powys conduisent, au début du VIIIe siècle, à la construction de la digue de Wat, un terrassement délimitant une frontière s'étendant de la vallée de la Severn près d'Oswestry jusqu'à l'estuaire de la Dee,. À mesure que croît la puissance du royaume de Mercie, une ligne de bourgs de garnison comme Shrewsbury ou Hereford matérialise la frontière, de même que la levée de la digue d'Offa, un terrassement renforcé et plus long bâti à l'instigation d'Offa de Mercie à la fin du VIIIe siècle. La digue est toujours visible et est particulièrement bien conservée à Knighton, à proximité de la frontière anglo-galloise actuelle.
Après le VIIIe siècle, la digue d'Offa a longtemps marqué la frontière entre Angleterre et Galles. Æthelstan, généralement regardé comme le premier roi de l'Angleterre unifiée, convoque les rois britanniques à Hereford en 926 et, selon Guillaume de Malmesbury, fixe précisément la frontière entre Anglais et Gallois, notamment sur le tracé méridional où la Wye devient la frontière officielle. Au milieu du XIe siècle, le pays de Galles est unifié sous la férule de Gruffydd ap Llywelyn du Gwynedd, jusqu'à sa disparition en 1063.

## La marche galloise au Moyen Âge
Immédiatement après la conquête normande de l'Angleterre, le roi Guillaume Ier d'Angleterre installe trois de ses fidèles — Hugues d'Avranches, Roger de Montgomerie et Guillaume Fitz Osbern — comme comtes de Chester, Shrewsbury et Hereford respectivement, avec la charge de contenir et soumettre les Gallois. Malgré cette conquête qui s'étale sur un siècle, les Gallois resteront périodiquement insoumis. L'utilisation du terme « marche de Galles » apparaît pour la première fois dans le Domesday Book en 1086. Au cours des quatre siècles qui suivent, les seigneurs normands fondent plusieurs petites « seigneuries de marche » entre la Dee et la Severn ainsi que plus à l'ouest ; des aventuriers en quête de conquêtes guerrières viennent jusqu'au pays de Galles de Normandie et d'ailleurs, fondant sur une partie du pays de Galles pour ensuite s'y fortifier et distribuer de la terre à certains de leurs partisans. On peut citer Bernard de Neuf-Marché, qui se charge de conquérir et de pacifier le royaume gallois de Brycheiniog. Les dates précises de fondation et la formation même de ces seigneuries varient, de même que leur étendue.

Pays de Galles en 1234 (Marchia Wallie et Pura Wallia)
Pura Wallia (Pays de Galles indépendant)
Terres conquises par Llywelyn le Grand en 1234
Marchia Wallie (Terre gouvernées par les barons des marches)

La marche, ou Marchia Wallie en latin médiéval, est peu ou prou indépendante tant vis-à-vis de la monarchie anglaise que de la principauté de Galles, appelée Pura Wallia, dont le centre demeure Gwynedd au nord-ouest du pays. Au début du XIIe siècle, la marche couvre les zones qui constitueront plus tard le comté historique de Monmouthshire et l'essentiel des comtés de Flintshire, Montgomeryshire, Radnorshire, Brecknockshire, Glamorgan, Carmarthenshire et Pembrokeshire. Avant le rattachement définitif à l'Angleterre du pays de Galles, la marche couvre quelque deux tiers de ce dernier,,. Au cours du Moyen Âge, les marches restent une société de la frontière dans tous les sens du terme et la région reste marquée par ce sceau jusqu'à l'orée de la révolution industrielle. Des centaines de petits châteaux sont érigés dans la zone frontalière aux XIIe et XIIIe siècles, pour l'essentiel par des barons normands qui cherchent à imprimer ainsi la marque de leur pouvoir aussi bien qu'à défendre effectivement leurs possessions contre les incursions ou les révoltes galloises. La région est aujourd'hui encore celle qui concentre le plus grand nombre de mottes castrales. Les seigneurs des marches encouragent l'immigration depuis les terres normandes et angevines et soutiennent le commerce à partir des ports qu'ils contrôlent comme Cardiff. Les paysans affluent vers le pays de Galles en grand nombre : Henri Ier encourage les colons bretons, flamands, normands et anglais à s'installer dans le sud du pays de Galles. De nombreuses villes nouvelles sont fondées, telles Chepstow, Monmouth, Ludlow et Newtown qui deviennent des carrefours commerciaux importants, attirant à leur tour les colons anglais. Parallèlement, les Gallois persistent dans leurs attaques du sol anglais et soutiennent les rébellions anti-normandes.
Les seigneurs normands possédaient des droits très similaires à ceux des princes gallois. Tous, en tant que sujet, devaient personnellement allégeance au souverain anglais à qui ils devaient leur soutien en temps de guerre, mais leurs propriétés étaient exemptes de taxes royales et ils étaient titulaires de droits ailleurs réservés à la Couronne, tel que le droit de création de forêts, de marchés ou de communes (boroughs). Les seigneuries formaient, sur le plan géographique, un tout compact mais sur le plan juridictionnel étaient bien distinctes les unes des autres, et leurs privilèges les distinguaient nettement des seigneuries anglaises. Les barons des marches appliquaient sur leurs terres leur propre loi — sicut regale ( « semblable à un roi ») comme Gilbert de Clare, 7e comte de Gloucester, le souligne — alors qu'en Angleterre les détenteurs d'un fief étaient directement responsables de leur gestion devant le roi. La puissance de la Couronne dans les marches étaient normalement limitées aux seules périodes où le roi régnait directement sur une seigneurie, à la suite d'une confiscation pour félonie ou de la mort sans descendance du titulaire du fief. Au sommet d'une société locale très féodalisée et culturellement très hétérogène, les barons des marches combinent l'autorité d'un feudataire et d'un vassal du roi aux yeux des Normands et se substituent à l'image du tywysog (prince, en gallois) aux yeux des Gallois conquis. En outre la tradition de la loi galloise s'applique quelquefois dans les marches, de préférence à la loi anglaise, et de vives discussions entre juristes ont lieu pour décider du code de loi à utiliser selon la nature du cas,,.
Le statut de Rhuddlan de 1284 est consécutif à la conquête de la principauté de Galles par Édouard Ier d'Angleterre. Il rattache les terres et possessions des princes de Gwynedd sous le titre de « prince de Galles » à la Couronne d'Angleterre et établit des comtés sur le modèle anglais dans toute la région conquise. L'autonomie des barons des marches est progressivement réduite par les monarques anglais qui leur octroient des terres en Angleterre, où le contrôle royal peut être plus strict ; nombre de barons passent d'ailleurs l'essentiel de leur temps sur leurs terres anglaises. La reprise en main des barons passe aussi par des alliances dynastiques avec les plus puissants de leurs sujets. Le Conseil du pays de Galles et des Marches, dont le siège est au château de Ludlow, est fondé en 1472 par Édouard IV dans le but de gouverner les terres de la principauté de Galles passées sous le contrôle de la monarchie anglaise après la conquête édouardienne du pays, au XIIIe siècle.

## La fin du pouvoir des marches galloises
Au XVIe siècle, la plupart des marches ont pu être rattachées à la Couronne, en raison de l'accession au trône d'Angleterre d'Henri IV, anciennement duc de Lancastre, et d'Édouard IV, héritier des comtes de la Marche ; les confiscations pour félonie des terres de certains barons au cours de la guerre des Deux-Roses grossissent également les terres galloises de la Couronne d'Angleterre. Celle-ci est directement responsable de l'administration de la principauté de Galles, dotée de ses propres institutions et divisée, comme l'Angleterre, en comtés. Les vestiges subsistants du pouvoir des barons des marches sont rapidement perçus comme des anomalies et leur indépendance relative du pouvoir royal permet aux justiciables d'échapper aux foudres de la loi anglaise en se réfugiant dans les marches galloises et en se réclamant des « libertés des marches ».
Henri VIII en promulguant l'acte d'Union abolit en 1536 l'autonomie juridique des derniers seigneurs des marches. Cet acte signe en pratique l'annexion du pays de Galles au royaume d'Angleterre en créant un unique État et un seul système juridique connu sous le nom d'Angleterre et pays de Galles. Les pouvoirs des barons des marches sont abolis et les régions qu'ils gouvernent morcelées entre les comtés gallois de Denbighshire, Montgomeryshire, Radnorshire, Brecknockshire, Monmouthshire et Carmarthenshire. Les comtés de Pembrokeshire et Glamorgan sont créés en adjoignant des districts tiers à des seigneuries existantes. À la place des cours d'assise d'Angleterre, l’exercice de la justice criminelle au pays de Galles est le fait des Courts of Great Sessions. Ces tribunaux disent la loi anglaise, par opposition avec les juridictions baronnales qui usaient du droit gallois si les sujets étaient gallois. Certaines seigneuries sont encore fondues dans des comtés anglais : les seigneuries de Ludlow, Clun, Caus et une partie de celle de Montgomery sont incorporées au Shropshire ; Wigmore, Huntington, Clifford et la plus grande part de la seigneurie d'Ewyas se fondent dans le Herefordshire ; enfin, la partie de Chepstow à l'est de la Wye est réuni au Gloucestershire.
Le Conseil de Galles, siégeant au château de Ludlow, renaît sous le nom de Conseil du pays de Galles et des Marches, chargé de gouverner l'ensemble du pays de Galles ainsi que, initialement, le Cheshire, le Shropshire, le Herefordshire, le Worcestershire et le Gloucestershire. La cité de Bristol en est soustraite en 1562 et le Cheshire en 1569,. Le Conseil disparaît en 1689, à la suite de la « Glorieuse Révolution » qui renverse Jacques II, à qui succède Guillaume III, issu de la maison d'Orange-Nassau.

## Les marches aujourd'hui
Il n'existe pas de définition légale ou officielle des zones couvertes par l'appellation de marches galloises. Cela reste toutefois un terme largement répandu pour décrire en général les parties des comtés anglais qui bordent le pays de Galles, en particulier dans le Shropshire et le Herefordshire.
Un sentier de grande randonnée appelé Marches Way (le chemin des marches) relier Chester, au nord, à Cardiff (Galles du Sud), en passant par Whitchurch (dans le Shropshire), Shrewsbury, Leominster et Abergavenny.
La voie ferrée Welsh Marches Line (en) relie quant à elle Newport à Shrewsbury, via Abergavenny, Hereford et Craven Arms.